# Jean Pariseau
Pour les articles homonymes, voir Pariseau.
Jean Pariseau CM, CD (3 novembre 1924 - 24 septembre 2006) est un historien militaire et religieux, un écrivain et un généalogiste canadien français.

## Biographie
Jean Pariseau naît à Donnelly (Alberta) et fait d'abord carrière en tant qu'aviateur dans les Forces armées canadiennes pendant la Seconde Guerre mondiale et atteindra éventuellement le grade de colonel. 
Il continue de servir dans l'armée régulière de 1952 à 1973, entre autres comme historien entre 1968 et 1973. Après avoir travaillé au Bureau du Commissaire aux langues officielles entre 1973 et 1974, il occupe le poste d'historien en chef de la section francophone du service historique du ministère de la Défense nationale du Canada de 1974 à 1989. Pariseau complète une maîtrise en histoire à l'Université d'Ottawa en 1973, puis une thèse de doctorat en 1981, laquelle s'intitule  Forces armées et maintien de l'ordre au Canada, 1867-1967 : un siècle d'aide au pouvoir civil.
En parallèle à sa carrière au ministère de la Défense nationale, Jean Pariseau est nommé secrétaire général de la Commission canadienne d'histoire militaire, d'abord comme secrétaire général (de 1973 à 1984), puis comme président (de 1984 à 1988). En 1976, il devient membre fondateur du Comité de bibliographie de la Commission internationale d'histoire militaire. Il est aussi le secrétaire général du Colloque international d'histoire militaire tenu à Ottawa en 1978, puis président de celui tenu à Montréal dix ans plus tard. Par ailleurs, Pariseau occupe le poste de vice-président de la Société d'histoire et de généalogie d'Ottawa en 1982. 
À travers des écrits publiés tout au long de sa carrière comme historien en chef de la section francophone du service historique du ministère de la Défense nationale, Jean Pariseau « collabore à l'histoire de l'aviation canadienne et travaille surtout à documenter la participation des Canadiens francophones à l'activité militaire du Canada depuis 1763. Il fait ainsi une contribution importante à l'histoire militaire du Canada et au rapprochement des deux peuples fondateurs ».
Jean Pariseau est également connu comme étant le traducteur du célèbre poème Au champ d'honneur.

## Ouvrages
- Les aviateurs canadiens dans la Première Guerre mondiale, 1982
- Les Canadiens français et le bilinguisme dans les Forces armées canadiennes, 1987
- Regards sur le système de défense du Canada, 1989
- Les Oblats de Marie-Immaculée dans les paroisses canadiennes-françaises de la région de Rivière-la-Paix 1912-1967, 1991
- Images canadiennes, 1995

## Honneurs
- Décoration des forces canadiennes, 1960
- Prix Champlain, 1988
- Membre de l'Ordre du Canada, 1989